# アンチ・スナイパー
アンチ・スナイパー（Anti Sniper）は、2010年のロシア映画。警察狙撃班のリーダーと正体不明のスナイパーの攻防を描いたアクション。セルゲイ・ソコリュクの監督作品。前編と後編があり、前編91分、後編92分の計183分となっている。

## あらすじ

### 前編
警察狙撃班のリーダー、ポゴジェフは局長の命令で金持ちの実業家で大富豪のオヴェチキンを銃撃した「ジョーカー」という謎のスナイパーを追うことになった。謎のスナイパー「ジョーカー」はオヴェチキンの服の襟を撃ち、そして護衛の足を撃つ。その話を聞いたポゴジェフは、現場検証を行う。現場に証拠が残っていないことから犯人がプロだと確信するポゴジェフ。また死者がいないことから、暗殺目的ではなく、金を要求するなどの脅しではないかと言う。そこで詳しい話を聞くため、オヴェチキンの護衛につき足を狙撃されたセミョノフに会いに病院に行く。そこでポゴジェフは一人の看護師と出逢う。名前はマルガリータ。ポゴジェフは彼女に一目惚れをしてしまう。彼女の真実を知らずに。そうこうしている間にイヴァシキンという薬屋が狙われる事件が起きる。同じ人物の犯行と思われたが、ポゴジェフは現場検証の結果、最初の事件に比べて証拠が残っていることなどから同一犯の犯行ではないのではと推測する。捜査が混乱し始めた頃、ポゴジェフは再び看護師であるマルガリータと出会う。そこで彼女が何かに困っていることに勘付いたポゴジェフは、マルガリータの話を聞く。彼女には心臓病を患っている6歳の息子がいて、その子の治療のために資金が必要だった。ポゴジェフは支援することを決めたが、その裏で進んでいた捜査の情報などからマルガリータこそが謎のスナイパーである「ジョーカー」ではないかと疑い始める。

### 後編
謎のスナイパーにマフィアのボスであるミーミンが射殺されるところから始まる。現場から2㎞以上も離れた場所から。現場にはリボンのようなものが結び付けられていた。これはターゲット付近の風向風速を見るためのものであり、犯人がプロのスナイパーであることを示していた。ポゴジェフはさっそく捜査を開始する。しかしそこで分かったことは、狙撃場所の特定が出来ないことと、犯人が凄腕のスナイパーであるということだけだった。一旦現場検証を終えようとした時、サーシャの携帯電話がなった。昔のボクシング仲間で今はマフィアの一員であるというスラヴァという男からだった。それは組織間の抗争など最近の動きを知っているという情報提供の電話だった。それを聞いたポゴジェフは局長に電話の内容を伝え、他の組織が雇った殺し屋がミーミンを撃ったと考えるべきだと主張する。そしてミーミンにもおそらく協力者がいたということも。一方サーシャは、スラヴァと会うため約束の場所を訪れていた。しかしそこで悲劇が起こる。サーシャの目の前でスラヴァが何者かに車でひかれてしまう。死ぬ直前、意識のあったスラヴァはなんとかサーシャに情報を伝える。ミーミンを射殺したのも自分を狙ったのもシヴィという男だと。さらに続けざまに今度はチビスというマフィアのボスもミーミンと同じように2㎞以上も離れた場所から射殺されてしまう。犯人を一刻も早く逮捕するため捜査を続けていると、マフィアのボスである「老人」からポゴジェフの携帯に電話がかかってくる。さらにこの事件の裏でもう一つ、ポゴジェフを混乱させる出来事が起きていた。

## キャスト
- アレクセイ・ポゴジェフ:イリヤ・シャクゥノフ
- マルガリータ・ニコリスカヤ:オリガ・フィリッポーヴァ
- カドゥイシェフ局長:セルゲイ・ロマニュク
- サーシャ:ドミートリィ・ソヴァ
- ナターシャ:アンナ・クジナ
- ザメリン:イーゴリ・フィリッポフ
- オヴェチキン:セルゲイ・ガザロフ
- ヴィクトリヤ:エヴゲニヤ・グラジー
- マルケロフ:アンドレイ・チュプチェンコ
- 老人:ウラジーミル・ゴロヴィン